# Ikeda pirotansis
Ikeda pirotansis är en djurart som tillhör fylumet skedmaskar, och som först beskrevs av Menon och Datta Gupta 1962.  Ikeda pirotansis ingår i släktet Ikeda och familjen Echiuridae. Inga underarter finns listade i Catalogue of Life.